# Aeroporto de Sófia
O Aeroporto de Sófia (em búlgaro: Летище София) (IATA: SOF, ICAO: LBSF) é um aeroporto internacional na cidade de Vrazhdebna, que serve principalmente a cidade de Sófia, capital da Bulgária, sendo o principal do país.